# Jürgen Liminski

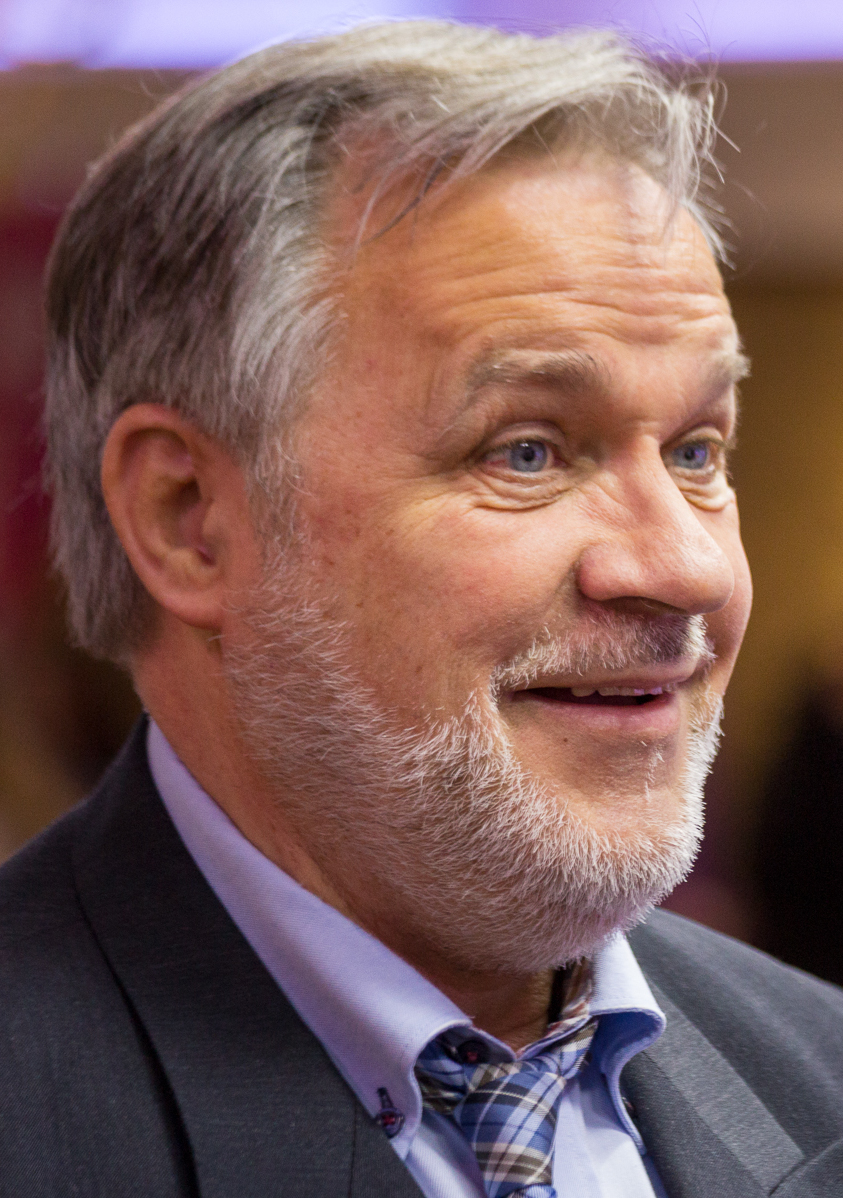
Jürgen Liminski, 2018

Jürgen Klaus Liminski (* 1. April 1950 in Memmingen; † 11. Juni 2021 in Bonn) war ein deutscher Journalist, Publizist und Buchautor.

## Leben
Jürgen Liminski studierte Journalismus und Informationswissenschaften an der katholischen Universität von Navarra in Pamplona/Spanien sowie Geschichte und Politische Wissenschaften in Freiburg im Breisgau und Straßburg. Anschließend war er als Redakteur bei den Dernières Nouvelles d’Alsace in Straßburg, als Ressortleiter Außenpolitik zwei Jahre bei der Wochenzeitung Rheinischer Merkur und in der gleichen Funktion acht Jahre bei der Welt tätig. Die Welt bezeichnete den ehemaligen Redakteur in einem Nachruf als „Edelfeder“. Nach seinem Tod betonte Max Strauß, dass der ehemalige bayerische Ministerpräsident Franz Josef Strauß (CSU) Liminski als Journalisten besonders schätzte. Auch der ehemalige Verteidigungsminister Franz Josef Jung (CDU) drückte dabei seine Anteilnahme aus.
Liminski arbeitete bis zum Renteneintritt am 1. August 2015 als Redakteur und Moderator aktueller politischer Sendungen (z. B. Informationen am Morgen) beim Deutschlandfunk. Als Moderator war er nicht nur bei den Hörern sehr beliebt. Er war ständiger Mitarbeiter mehrerer Zeitungen, unter anderem der Katholischen Sonntagszeitung für Deutschland, der Preußischen Allgemeinen Zeitung, des Westfalen-Blatts, des Flensburger Tageblatts, der in Magdeburg erscheinenden Volksstimme und der katholischen Wochenzeitung Die Tagespost, dessen Chefredakteur Liminskis Schaffenskraft ausdrücklich lobte und den langjährigen Kollegen als Kraftwerk betitelte, das viel zu früh vom Netz ging.
Liminski schrieb mitunter auch Kommentare für die in Berlin herausgegebene neurechte Wochenzeitung Junge Freiheit, die Südtiroler Tageszeitung Dolomiten und den Autoren-Gemeinschaftblog Freie Welt aus dem Umfeld von Beatrix von Storch. Zudem war Liminski Korrespondent mehrerer spanischer und lateinamerikanischer Zeitschriften. Schwerpunkt seiner Berichte und Analysen waren die Lage im Nahen Osten, das politische Geschehen in Frankreich sowie aktuelle Fragen der Wirtschafts- und Gesellschaftspolitik in Deutschland. Liminski hielt regelmäßig Vorträge im In- und Ausland zu gesellschaftspolitischen Themen, Familienpolitik, Demographien, Lebensrecht und Journalismus, unter anderem auch in Belgien, Spanien, Frankreich, Osteuropa, Lateinamerika und im Nahen Osten. Gelegentlich hier er auch Vorträge bei Burschenschaften, etwa der Burschenschaft Danubia München und der Alten Breslauer Burschenschaft der Raczeks zu Bonn.
Jürgen Liminski war Mitglied der katholischen Laienorganisation Opus Dei. Mit seiner aus der Bretagne stammenden und der Organisation ebenfalls angehörenden Ehefrau Martine Liminski geborene Le Noxaic (* 1951) bekam er zehn Kinder, darunter den Politiker Nathanael Liminski. Die Familie lebte in Sankt Augustin-Hangelar. Jürgen Liminski war Vorsitzender des Landesverbandes Nordrhein-Westfalen der Paneuropa-Union.
Als freier Journalist arbeitete Jürgen Liminski unter anderem auch für das Magazin Grandios, wo er unter anderem Reportagen und Kurzgeschichten schrieb. Zusammen mit einigen Unternehmen gelang es ihm, das Magazin 2021 unter der neuen Herausgeberschaft der Grandios-Stiftung deutschlandweit sowie in Österreich und der Schweiz zu veröffentlichen.
Posthum erschien von Jürgen Liminski ein Buch mit Kurzgeschichten: Pajazzos Saltos versammelt Geschichten über den Clown Pajazzo. Die Geschichten sind auch als Hörbuch erschienen. Das Vorwort konnte Liminski noch selbst schreiben, der FE-Medienverlag veröffentlichte das Buch kurz nach dem Tod des Autors zusammen mit Zeichnungen seiner Tochter Vanessa. Die Kurzgeschichten hatte Jürgen Liminski für seine 10 Kinder und 21 Enkelkinder geschrieben.

## Wirken und politische Positionen
Liminski engagierte sich auf dem Gebiet der Familienpolitik und hat zu diesem Thema mehrere Bücher verfasst, u. a. unterstützte er das Familiennetzwerk, einen familienpolitischen, christlich-konservativen Interessenverband, der sich vornehmlich gegen staatliche Kinderbetreuung engagiert. Weiterhin war er seit Ende 2005 Geschäftsführer des im selben Jahr gegründeten Instituts für Demographie, Allgemeinwohl und Familie e. V., das gemeinsam mit der Offensive Junger Christen im Rahmen des Aktionsbündnisses Familie zusammenarbeitet. Das Institut versteht sich als konfessions- und parteiübergreifend und greift aktuelle Forschungsergebnisse zum Thema Familie auf. Zu diesem Zweck informiert das Institut unter anderem durch Newsletter und Aufsätze.
Liminski organisierte zudem den Kongress Demographie und Wohlstand, der im Haus der Deutschen Wirtschaft in Berlin stattfand und unter der Schirmherrschaft von Jacques Chirac und Bundespräsident a. D. Johannes Rau stand.
Er warf sowohl der großen als auch der rot-grünen Koalition „Verrat an den Familien“ vor, der z. B. durch das Elterngeld der „Keimzelle des Volkes schleichend die Lebensgrundlage“ entziehe. Stief- und Patchworkfamilien trügen – so Liminski auf kath.net – dazu bei, dass „Jugendliche nach einer Trennung ihrer Eltern eher dazu neigen, sich einer Bande anzuschließen. Zur Integration in eine solche ‚Ersatzfamilie‘ gehörten häufig Drogenkonsum und Straftaten.“
Gemeinsam mit seiner Ehefrau Martine veröffentlichte Liminski mit Abenteuer Familie ein Buch, in dem sie die Erfahrung mit ihrer großen Familie schilderten. Das Ehepaar plädierte darin für eine Kindererziehung im Kreis der Familie. Jürgen und Martine Liminski fordern in dem Buch unter anderem von der Politik, Ehe und Familie als Keimzelle der Gesellschaft zu schützen. Das Vorwort zum Buch schrieb der ehemalige Verfassungsrichter Paul Kirchhof. Für eine Förderung von Familien forderte Jürgen Liminski unter anderem eine Reform des deutschen Steuerrechts. Das Ehepaar gründete gemeinsam das Europäische Institut zur Aufwertung der Erziehungsarbeit.
1994 erhielt Liminski den Preis der Stiftung Ja zum Leben.
Von 2011 bis 2012 war Liminski zudem Direktor der Informationsabteilung beim internationalen Generalsekretariat des Hilfswerks Kirche in Not. Für das Hilfswerk gab Liminski die Zeitschrift Echo der Liebe heraus. Das Hilfswerk bescheinigte Liminski, seine Standpunkte „in seiner gesamten publizistischen Tätigkeit stets mit beispielhafter Konsequenz, unmissverständlicher Klarheit, aber auch mit Humor und menschlicher Wärme vertreten“ zu haben.
Er verteidigte vehement die Haltung Papst Pius’ XII. zur Verfolgung und Vernichtung der Juden im Nationalsozialismus gegen Rolf Hochhuths Kritik im Stück Der Stellvertreter, das er als „Hetze“ bezeichnete.
2008 hielt er die Laudatio auf Ellen Kositza, als ihr für das Buch Gender ohne Ende der Gerhard-Löwenthal-Preis verliehen wurde.
Liminski übersetzte den Abschiedsbrief des rechtsintellektuellen Schriftstellers Dominique Venner auf der Website der Jungen Freiheit.
Im Januar 2014 kritisierte die Chefredakteurin des Deutschlandfunks Birgit Wentzien Liminskis affirmative Gesprächsführung in einem Interview mit Tobias Teuscher, der den Grünen im Europaparlament unterstellte, bewusst pädophile Umtriebe zu fördern. Teuscher behauptete zudem, eine Mehrheit von Linken, Grünen und Liberalen arbeite daran, Homosexualität als „Leitkultur“ in der Europäischen Union festzuschreiben, und Liminski habe diese Haltung unzureichend hinterfragt. Nach seinem Tod veröffentlichten zahlreiche Kollegen beim Deutschlandfunk eine Traueranzeige für Liminski und betonten dabei seinen Humor, seine Empathie und seine Kollegialität. Intendant Stefan Raue nannte Liminski im offiziellen Nachruf des Senders einen Journalisten mit Haltung, der keinen Hehl aus seiner katholisch-konservativen Grundeinstellung machte und dabei diskussionsfreudig, tolerant und fair blieb.

## Veröffentlichungen
- Abenteuer Familie – Erziehung mit Liebe ist immer ein Erfolg. Sankt Ulrich Verlag, Augsburg 2002, mit Martine Liminski, ISBN 3-929246-78-3.
- Die verratene Familie. Politik ohne Zukunft. Sankt Ulrich Verlag, Augsburg 2007, ISBN 3-86744-025-5.
- Wächter der Solidarität. Die Rückkehr des verlorenen Vaters. In: Anneliese Kitzmüller (Hrsg.): Wir sind Familie! Der freiheitliche Weg zur familienfreundlichsten Gesellschaft. Verein zur Förderung der Medienvielfalt, Wien 2011, ISBN 978-3-9502849-4-2, S. 113–126.
- Pajazzos Saltos. Gedanken und Lebensweisheiten eines Clowns. FE-Medienverlags GmbH, Kisslegg 2021, ISBN 978-3-86357-334-8.
- Pajazzos Saltos. Gedanken und Lebensweisheiten eines Clowns. Hörbuch. FE-Medienverlags GmbH, Kisslegg 2021.